# Карабулак (Зайсанский район)
Карабулак (каз. Қарабұлақ) — село в Зайсанском районе Восточно-Казахстанской области Казахстана. Административный центр Карабулакского сельского округа. Код КАТО — 634639100.

## Население
В 1999 году население села составляло 2241 человек (1152 мужчины и 1089 женщин). По данным переписи 2009 года, в селе проживали 1953 человека (978 мужчин и 975 женщин).